# Michaelertrakt

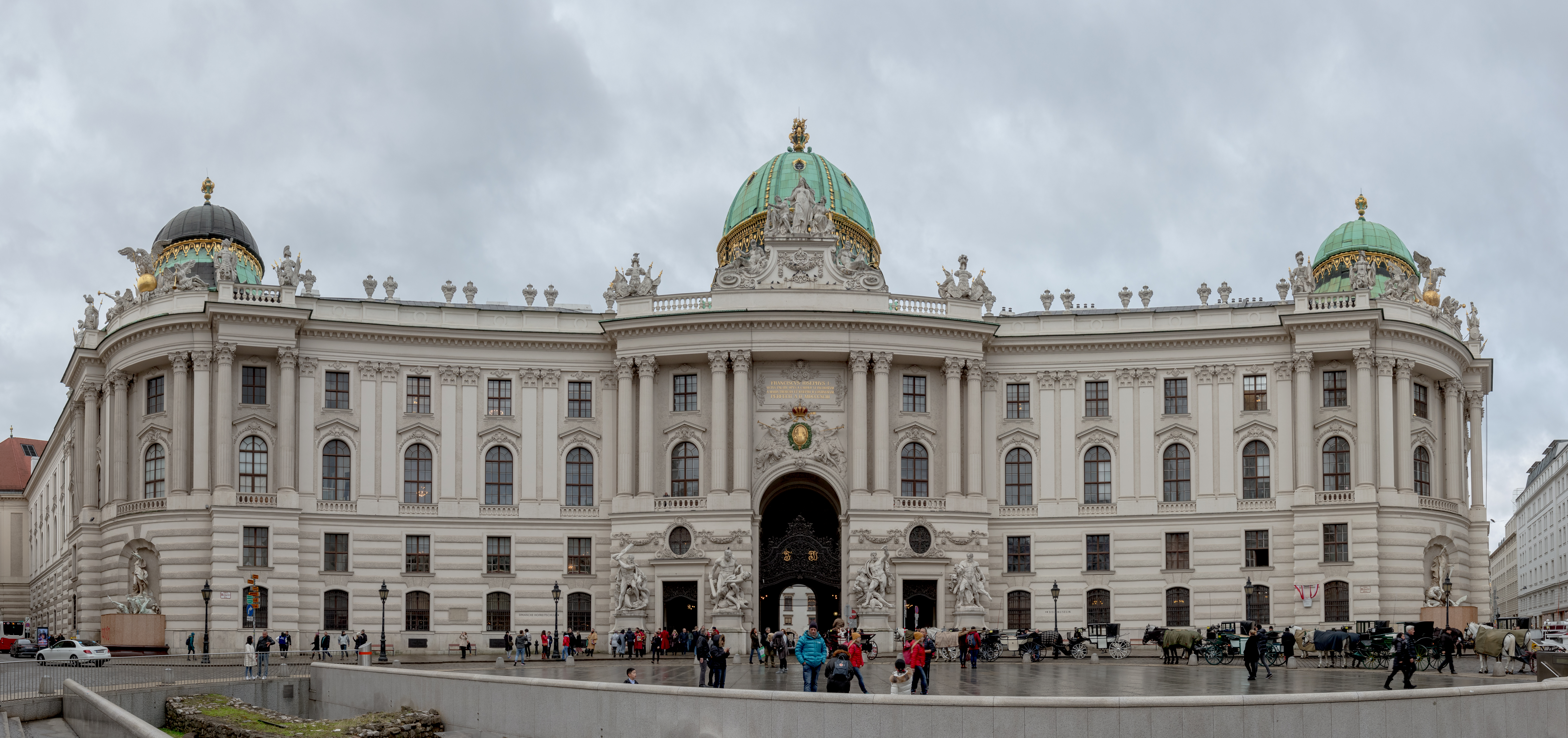
Michaelertrakt und Michaelerplatz

Als Michaelertrakt bezeichnet man die Nordfassade der Hofburg im 1. Wiener Gemeindebezirk Innere Stadt. Der davor liegende Michaelerplatz gilt als einer der schönsten Plätze Wiens.

## Geschichte

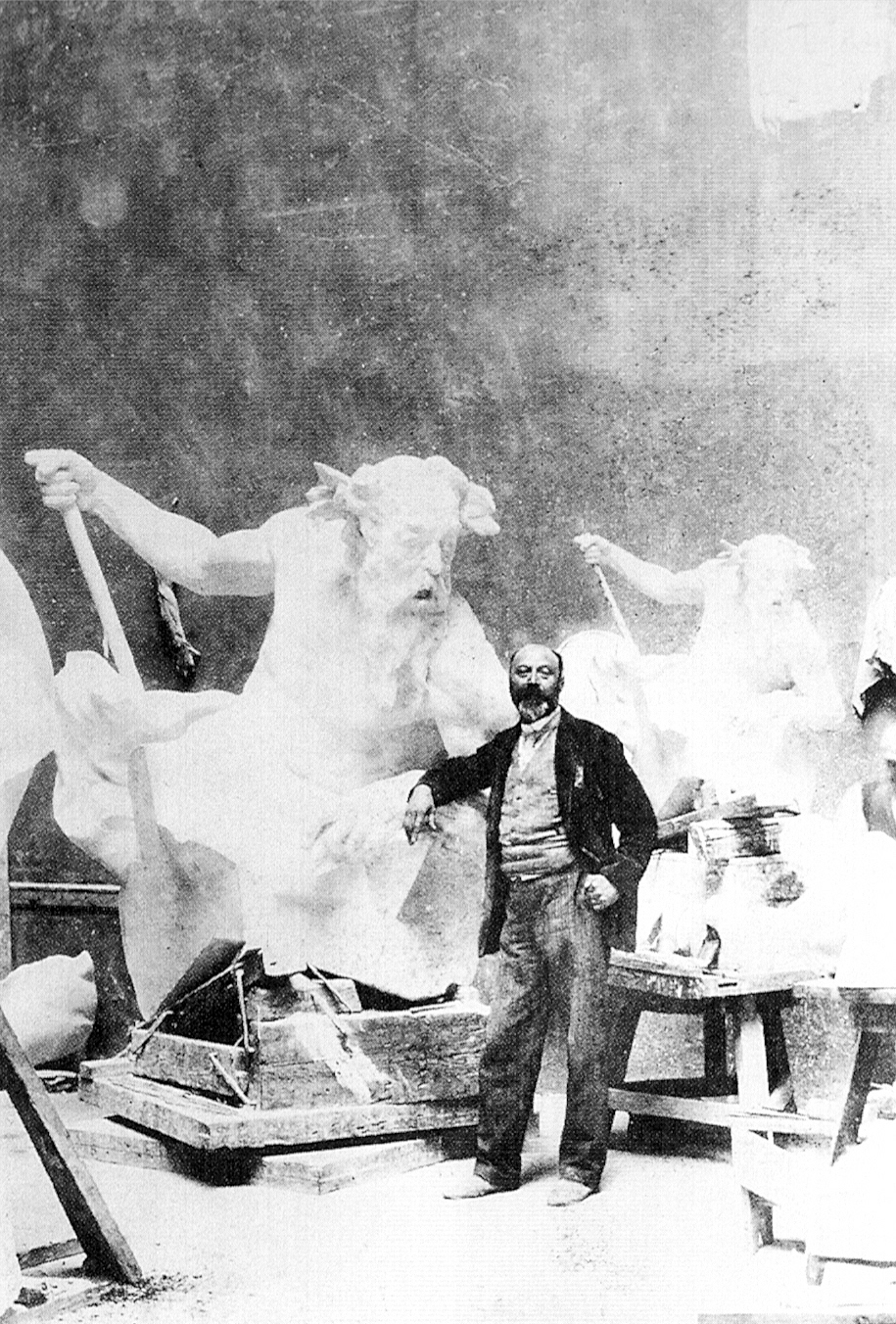
Rudolf Weyr vor seinem Monumentalbrunnen „Die Macht zur See“ für den Michaelertrakt der Hofburg im Jahr 1894

Neben einem Projekt von Johann Lucas von Hildebrandt aus 1725 liegen für den Michaelertrakt der Hofburg drei Planungen vor, die Joseph Emanuel Fischer von Erlach zugeordnet werden können. Am besten lässt sich das Projekt II datieren, gegen Ende 1725 ist es entstanden und mit diesem konnte sich Fischer auch gegen den Entwurf Hildebrandts durchsetzen. Das Projekt III stammt aus dem Jahr 1726, gelangte aber (mit leichten Abänderungen) erst 1890 zur Ausführung.
Allerdings existiert noch ein Projekt I, das sich zwar von den beiden nachfolgenden wesentlich unterscheidet, aber Entsprechungen zu durch Unterschrift Joseph Emanuels gesicherten Plänen am Palais Dietrichstein und an den Planungen für Klosterneuburg (1730) aufweist. Zum Schaffen seines Vaters Johann Bernhard Fischer von Erlach kann es wohl zeitlich und architektonisch nicht gerechnet werden und auch Hildebrandt kommt aus ähnlichen Überlegungen nicht in Frage. Es ist ein reiner Idealentwurf, eine imposante Kostprobe des jungen Fischer, mit dem er auf sich aufmerksam machen wollte und daher auch nicht auf die örtlichen Gegebenheiten eingeht: Zwei Flügel um einen tief eindringenden Platz, der rückwärtig mit einem großartigen Corps de Logis abgeschlossen ist. Dieser Entwurf ist etwa mit 1722 zu datieren.
Mit dem Projekt II sind die Dimensionen schon erheblich reduziert, um einen halbkreisförmigen Platz verschmelzen die Flügel und der Halbkreistrakt bzw. sind fünf Baukörper auszumachen, so deutlich hervorgehoben waren die Flanken vom Halbkreis zu den Flügeln. Es ist gegen Ende 1725 entstanden.
Im Projekt III, das letztendlich zur Ausführung gelangt, durchläuft ein Grundgedanke die Fassade: Harmonisch und dennoch bewegt, aber nicht zerhackt, folgt die Baulinie dem Platz, und kein Teil der Fassade wirkt dadurch entwertet. Der Originalplan ist nicht mehr erhalten. Die Planungen müssen 1726 erfolgt sein, das ergibt sich aus Details der damals in Bau befindlichen und im Plan gezeichneten Reichskanzlei. Allerdings wird dieser Entwurf erst in den Jahren 1889 bis 1893 im Zuge der Ringstraßenverbauung von Ferdinand Kirschner leicht abgeändert realisiert.

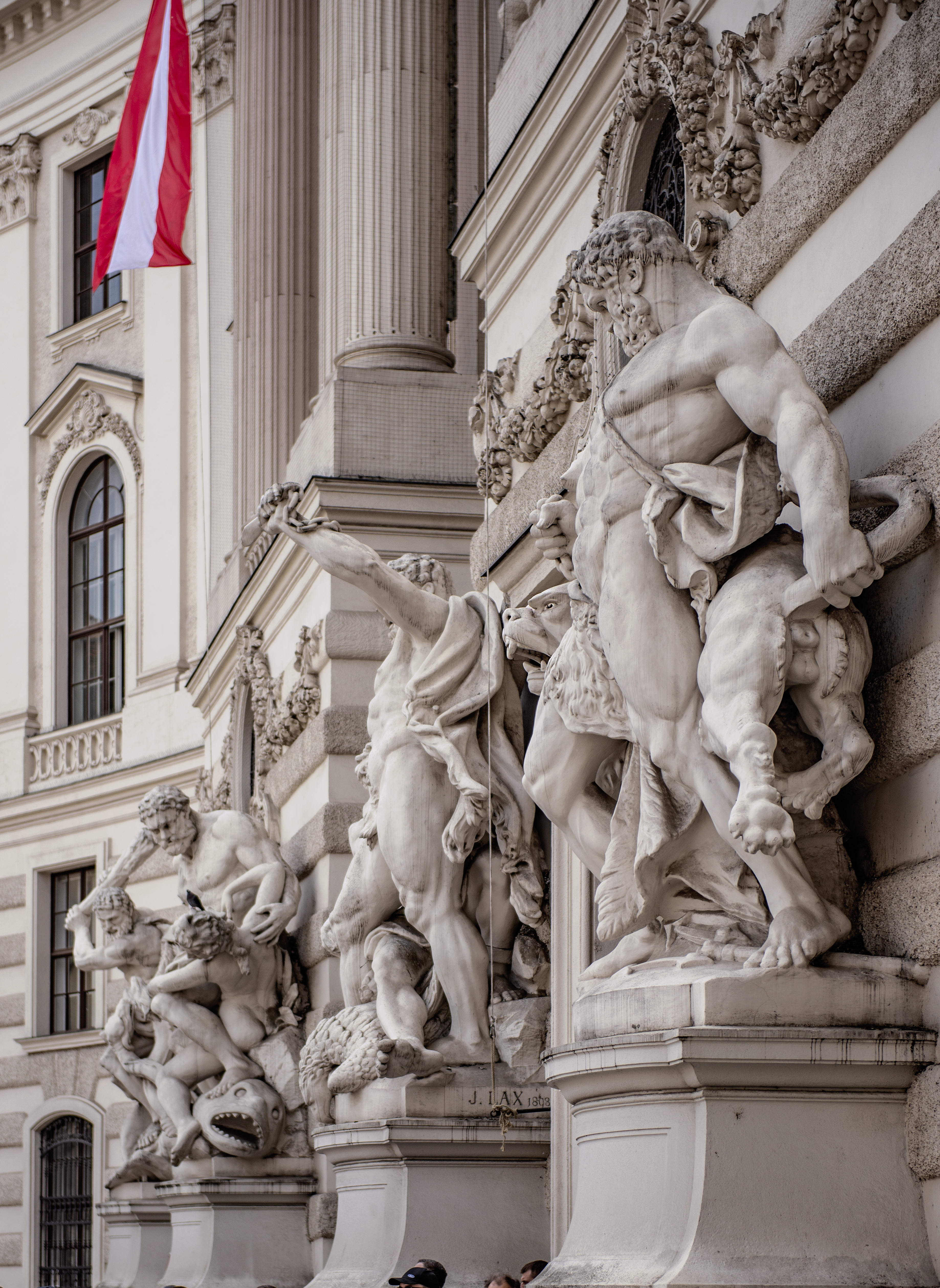
Heraklesgruppen an der Hofburgseite Michaelertrakt

Der Michaelertrakt musste bis zu 16 m Tiefe fundiert werden. Die alten Häuser, wie auch das ehemalige Hofburgtheater – die abgetragen werden mussten – standen auf altem Kulturboden und hatten bis zu drei Kelleretagen. Während die Figuren überwiegend aus Zogelsdorfer Stein bestehen, ist das Baugestein aus Kaisersteinbruch. Kaiserstein wurde für den gesamten Sockel (aus 20 cm starken Platten) und die Balkonplatten bei der imperialen Durchfahrt zum Michaelerplatz verwendet. Kein anderer Steinbruch konnte so große Werkstücke herstellen. Auch die Säulen der neuen Feststiege sowie die Stufen der Schatzkammerstiege (Gottfried von Einem-Stiege) wurden allesamt aus hartem, weißem Kaiserstein gefertigt.
Im Mai 1943 zog das damalige „Zentralinstitut für Theaterwissenschaft“ der Universität Wien unter der Leitung des nationalsozialistischen Theaterwissenschaftlers Heinz Kindermann in ehemalige Polizei-Räumlichkeiten des Michaelertrakts, wo es sich noch heute befindet (mittlerweile „Institut für Theater-, Film- und Medienwissenschaft“).
Die vier Herkulesgruppen, jede von ihnen aus einem 25 Tonnen Block gehauen, sind aus dem Johannesbruch in Zogelsdorf bei Eggenburg in Niederösterreich. Die Figuren der beiden Brunnen „Österreichs Macht zur See“ und „Österreichs Macht zu Lande“ sind aus Laaser Marmor (Südtirol), die Felsen aus Lindabrunner Konglomerat. Die Brunnenschalen sind aus rotem Granit aus Uddevalla in Schweden.
In der Rundhalle unter der Kuppel stehen symbolische Figuren, die – geschützt unter Dach – vorwiegend aus weniger widerstandsfähigem Kalksandstein aus Loretto und Stotzing bestehen.
In nur wenig veränderter Ausführung fand der Entwurf Fischers von Erlach für den Michaelertrakt bereits in den Jahren von 1775 bis 1780 auf ausdrücklichen Wunsch Friedrichs des Großen seine Verwirklichung in Berlin. Dort musste ihn der Architekt Georg Christian Unger bei der Ergänzung des Forums Fridericianum seinem Plan für die Königliche Bibliothek zugrunde legen.

## Bildergalerie

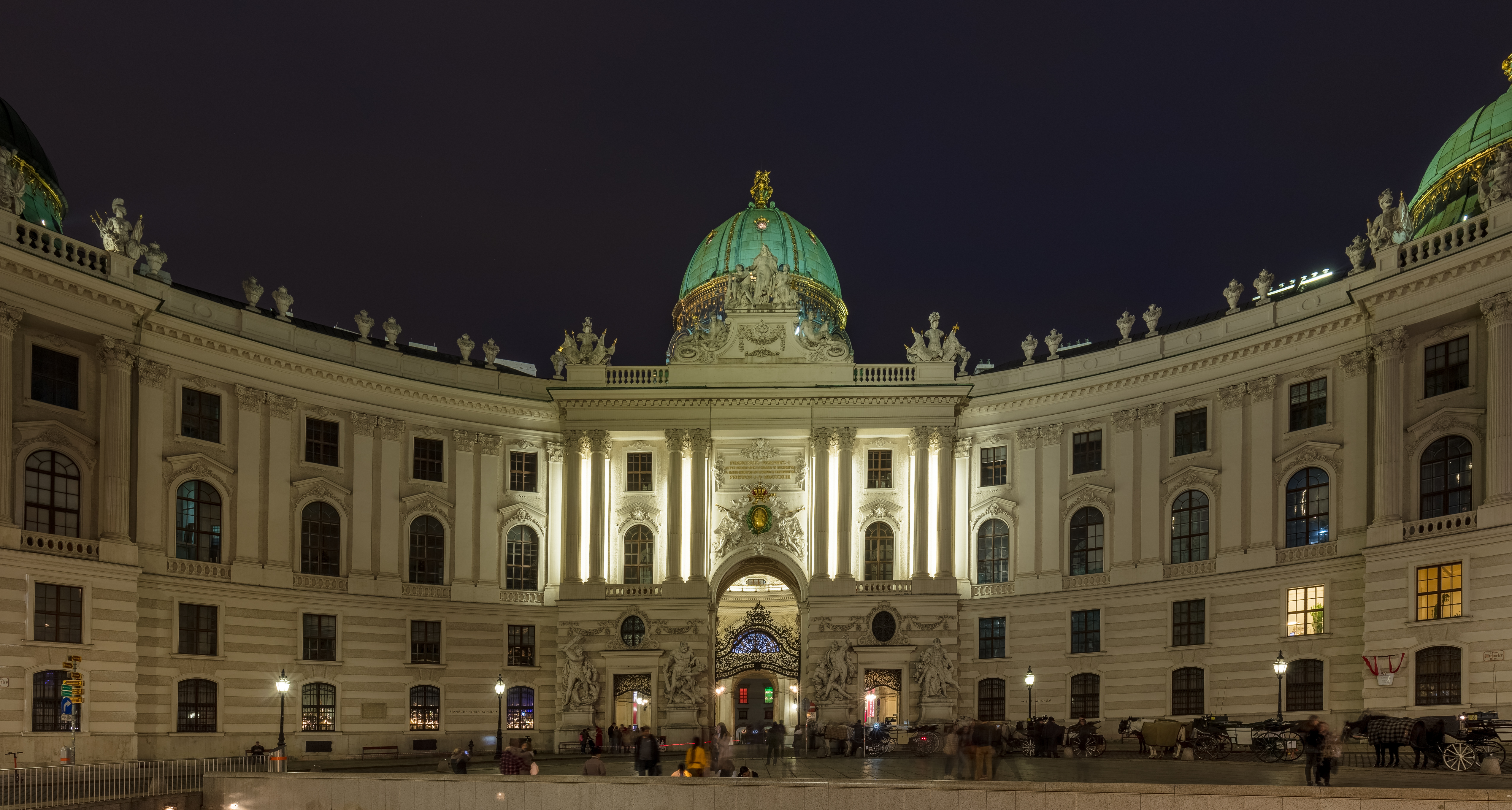
Nachtaufnahme
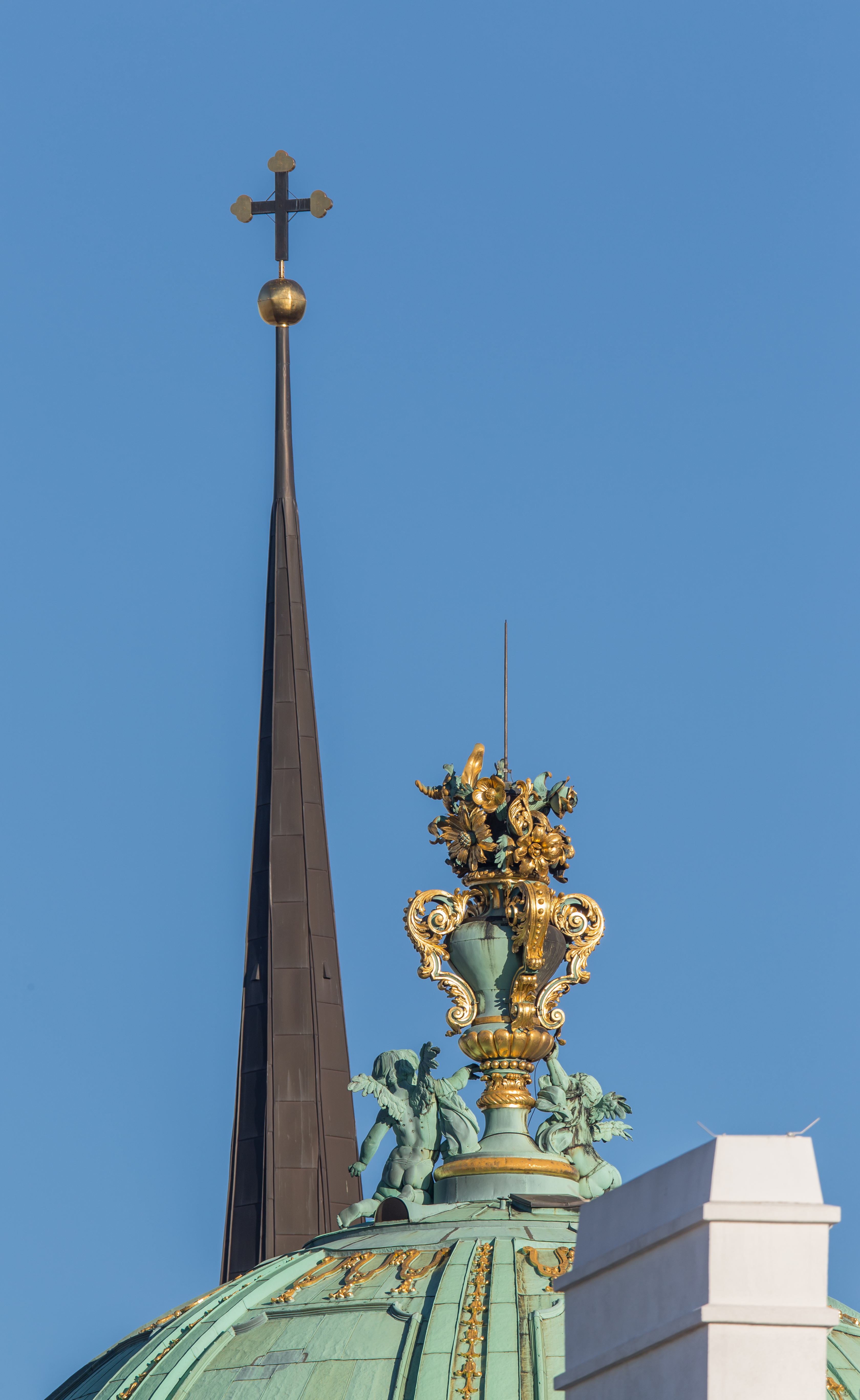
Kuppelfigur mit Blick auf die Spitze der Michaelerkirche
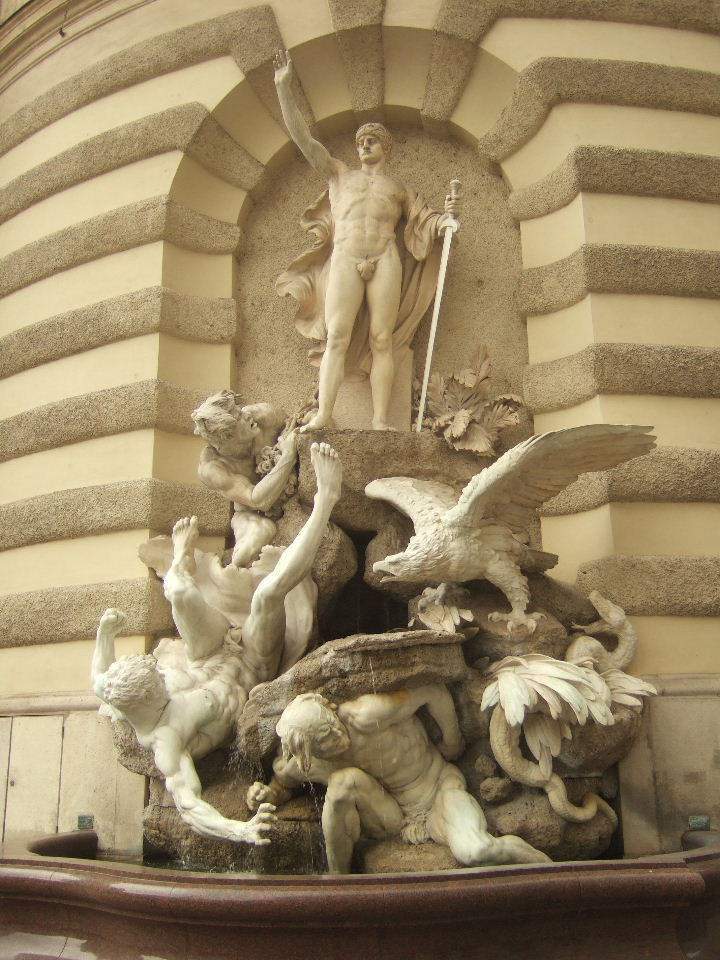
„Die Macht zu Lande“ (1897) – Brunnen mit Figurengruppe an der Außenseite des Michaelertraktes
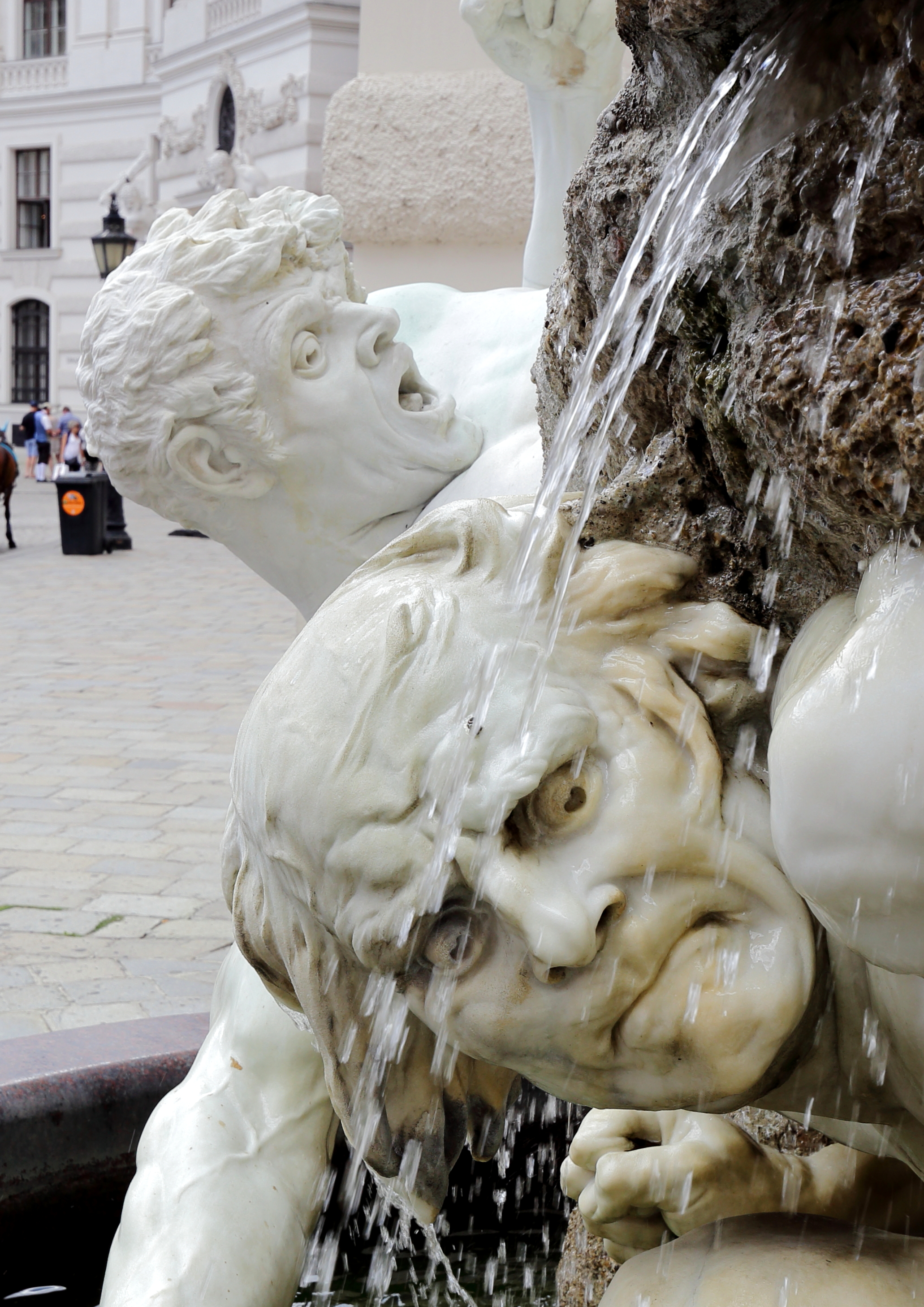
Detail vom Brunnen „Die Macht zu Lande“
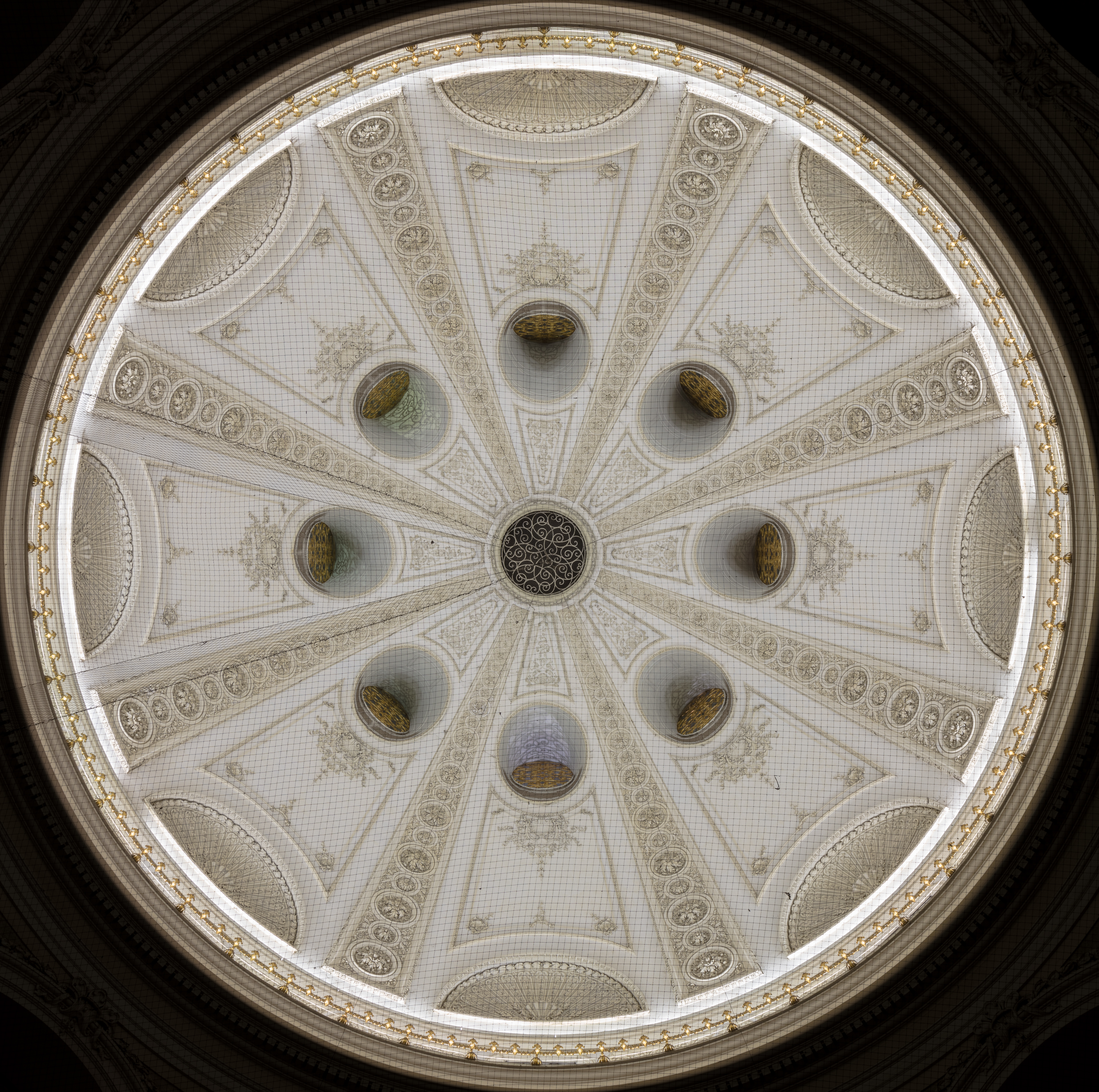
Kuppel des Michaelertores